# Арройо-Гранде (Каліфорнія)
Арройо-Гранде (англ. Arroyo Grande) — місто (англ. city) в США, в окрузі Сан-Луїс-Обіспо штату Каліфорнія. Населення — 18 441 особа (2020).

## Географія
Арройо-Гранде розташоване за координатами 35°7′28″ пн. ш. 120°35′5″ зх. д. / 35.12444° пн. ш. 120.58472° зх. д. (35.124311, -120.584846).  За даними Бюро перепису населення США в 2010 році місто мало площу 15,11 км², уся площа — суходіл.

### Клімат
| Клімат : Арройо-Гранде                                                       | Клімат : Арройо-Гранде | Клімат : Арройо-Гранде | Клімат : Арройо-Гранде | Клімат : Арройо-Гранде | Клімат : Арройо-Гранде | Клімат : Арройо-Гранде | Клімат : Арройо-Гранде | Клімат : Арройо-Гранде | Клімат : Арройо-Гранде | Клімат : Арройо-Гранде | Клімат : Арройо-Гранде | Клімат : Арройо-Гранде | Клімат : Арройо-Гранде |
| Показник                                                                     | Січ.                   | Лют.                   | Бер.                   | Квіт.                  | Трав.                  | Черв.                  | Лип.                   | Серп.                  | Вер.                   | Жовт.                  | Лист.                  | Груд.                  | Рік                    |
| Абсолютний максимум, °C                                                      | 29,4                   | 32,2                   | 32,2                   | 38,3                   | 37,8                   | 37,2                   | 40,0                   | 42,2                   | 37,8                   | 37,2                   | 32,8                   | 33,3                   | 42,2                   |
| Середній максимум, °C                                                        | 15,6                   | 16,1                   | 16,7                   | 17,8                   | 18,3                   | 18,9                   | 18,9                   | 19,4                   | 20,0                   | 19,4                   | 18,3                   | 15,6                   | 17,9                   |
| Середній мінімум, °C                                                         | 7,2                    | 7,8                    | 8,3                    | 8,9                    | 10,0                   | 11,1                   | 12,2                   | 12,8                   | 12,2                   | 11,1                   | 8,9                    | 6,7                    | 9,8                    |
| Абсолютний мінімум, °C                                                       | −4,4                   | −2,2                   | −5                     | −0,6                   | −1,1                   | 2,8                    | 3,3                    | 3,9                    | 1,7                    | 0,0                    | −1,7                   | −4,4                   | −5                     |
| ---------------------------------------------------------------------------- | ---------------------- | ---------------------- | ---------------------- | ---------------------- | ---------------------- | ---------------------- | ---------------------- | ---------------------- | ---------------------- | ---------------------- | ---------------------- | ---------------------- | ---------------------- |
| Джерело: http://www.weather.com/weather/wxclimatology/monthly/graph/USCA0045 |                        |                        |                        |                        |                        |                        |                        |                        |                        |                        |                        |                        |                        |

## Демографія
Згідно з переписом 2010 року, у місті мешкали 17 252 особи в 7087 домогосподарствах у складі 4669 родин. Густота населення становила 1142 особи/км².  Було 7628 помешкань (505/км²).
Расовий склад населення:
| - 85,3 % — білих - 3,4 % — азіатів - 0,9 % — чорних або афроамериканців - 0,7 % — корінних американців - 0,1 % — вихідців з тихоокеанських островів - 5,0 % — осіб інших рас |

До двох чи більше рас належало 4,6 %. Частка іспаномовних становила 15,7 % від усіх жителів.
За віковим діапазоном населення розподілялося таким чином: 21,1 % — особи молодші 18 років, 58,7 % — особи у віці 18—64 років, 20,2 % — особи у віці 65 років та старші. Медіана віку мешканця становила 45,4 року. На 100 осіб жіночої статі у місті припадало 92,6 чоловіків;  на 100 жінок у віці від 18 років та старших — 88,4 чоловіків також старших 18 років.
Середній дохід на одне домашнє господарство  становив 83 564 долари США (медіана — 62 032), а середній дохід на одну сім'ю — 102 131 долар (медіана — 85 144). Медіана доходів становила 62 745 доларів для чоловіків та 38 005 доларів для жінок. За межею бідності перебувало 6,8 % осіб, у тому числі 6,9 % дітей у віці до 18 років та 7,4 % осіб у віці 65 років та старших.
Цивільне працевлаштоване населення становило 8202 особи. Основні галузі зайнятості: освіта, охорона здоров'я та соціальна допомога — 23,4 %, роздрібна торгівля — 14,4 %, науковці, спеціалісти, менеджери — 10,6 %, мистецтво, розваги та відпочинок — 10,0 %.